# Google Play
 (транскр.  Гугл плеј), првобитно Android Market (транскр.  Андроид маркет), је дигитална дистрибутивна платформа за Андроид апликације и онлајн продавница за мултимедијални садржај у власништву Гугла. Сервис дозвољава проналажење и преузимање Андроид апликација направљених уз помоћ Андроид СДК-а, као и куповину музике, часописа, књига, филмова и телевизијског програма. Корисници могу да купују и уређаје, као што су Гугл Нексус мобилни телефони и таблети.
Апликације доступне у Гугл плеју могу бити бесплатне или захтевају куповину. Преузимају се директно на Андроид или Гугл ТВ уређај преко Плеј мобилне апликације или веб-сајта.
Спајањем Андроид маркета и Гугл мјузика 6. марта 2012, сервис је променио име у Гугл плеј пратећи стратегију ребрендирања Гуглових сервиса за дигиталну дистрибуцију. Јула 2013, Плеј стор је званично достигао број од милион постављених апликација и преко 50 милијарди преузимања.

## Сервиси

### 
Гугл плеј мјузик (енгл. Google Play Music) омогућује куповину МП3 песама, складиштење 20.000 песама бесплатно у клауду и стримовање кроз сервис Ол аксес (енгл. All Access).
Гугл плеј букс (енгл. Google Play Books) садржи 4 милиона наслова. Купљене књиге се чувају у клауду и могу се читати и онлајн и офлајн у веб прегледачу или у званичним апликацијама за Андроид и iOS.
Гугл је 15. маја 2013. унапредио Гугл плеј букс апликацију за Андроид и iOS, тако да корисници могу да аплоадују своје ПДФ and ЕПУБ датотеке. Корисници могу да чувају 1.000 датотека бесплатно, под условом да су мање од 50 MB.
Гугл плеј букс лиценца омогућава само читање књига. Ако купац посети државу у којој није подржан Плеј букс, књиге на уређају могу бити избрисане. У том случају, купац треба да поново преузме књиге на уређај кад буде држави у којој је сервис подржан.
Гугл плеј букс је тренутно доступан у 44 државе.
Филмова на Гугл плеју има на хиљаде распоређених у категорије: комедија, драма, анимација, акција и документарни филм. Неки филмови су и у HD резолуцији. Филмови се могу гледати на Гугл плеј сајту или преко Андроид апликације. Алтернатива је преузимање читавих филмова за гледање офлајн. Куповина филмова је могућа у САД, Великој Британији, Канади, Француској и Јапану.

### Апликације
| Година | Месец        | Број доступних апликација | Број преузимања |
| ------ | ------------ | ------------------------- | --------------- |
| 2009.  | Март         | 2.300                     |                 |
| 2009.  | Децембар     | 16.000                    |                 |
| 2010.  | Март         | 30.000                    |                 |
| 2010.  | Април        | 38.000                    |                 |
| 2010.  | Август       | 80.000                    | 1 милијарда     |
| 2010.  | Октобар      | 100.000                   |                 |
| 2011.  | Мај          | 200.000                   | 3 милијарди     |
| 2011.  | Јул          | 250.000                   | 6 милијарди     |
| 2011.  | Октобар      | 319.000                   |                 |
| 2011.  | Децембар     | 380.297                   | 10 милијарди    |
| 2012.  | Јануар       | 400.000                   |                 |
| 2012.  | Фебруар      | 450.000                   |                 |
| 2012.  | Мај          | 500.000                   |                 |
| 2012.  | Јун          | 600.000                   | 20 милијарди    |
| 2012.  | Септембар    | 675.000                   | 25 милијарди    |
| 2012.  | Октобар      | 700.000                   |                 |
| 2013.  | Фебруар      | 800.000                   |                 |
| 2013.  | Април        | 850.000                   | 40 милијарди    |
| 2013.  | Мај          |                           | 48 милијарди    |
| 2013.  | Јул          | 1.000.000                 | 50 милијарди    |
| 2014.  | Јун          | 1.200.000                 |                 |
| 2014.  | Јул          | 1.300.000                 |                 |
| 2014.  | Децембар     | 1.430.000                 |                 |
| 2015.  | Први квартал | 1.500.000                 |                 |
| 2016.  | Фебруар      | 2.000.000                 |                 |
| 2017.  | Март         | 2.800.000                 |                 |
| 2018.  | Март         | 3.600.000                 |                 |
| 2019.  | Март         | 2.600.000                 |                 |
| 2020.  | Март         | 2.870.000                 |                 |
| 2021.  | Март         | 2.980.000                 |                 |
| 2022.  | Март         | 2.591.578                 |                 |
| 2023   | Март         | 2.673.292                 |                 |
| 2023   | Децембар     | 3.438.553                 |                 |

## Плеј стор (Андроид апликација)
Апликација Play Store App се користи за преузимање књига, музике, филмова, игара и апликација са поменутог сервиса. После ребрендирања продавнице, стара апликација Андроид Маркет на телефонима је надограђена на новију верзију са промењеним именом.